# Maritza Bustamante
Maritza Bustamante Avidar (Puerto la Cruz, Anzoátegui, Venezuela, 26 de setembro de 1980) é uma atriz e modelo venezuelana. Irmã do apresentador Nelson Bustamante, é mais conhecida por interpretar Caramelo em Acorralada.  

## Biografia
Maritza tem se destacado com atriz nas telenovelas venezuelanas, com a produtora Venevisión. Foi a protagonista da telenovela "Torrente" em 2008, interpretando a personagem Ana Julia, e também atuou em Acorralada dando vida a Caramelo. Em meio aos seus trabalho na imprensa um rumor a liga sentimentalmente com o cantor e ator portorriquenho Carlos Ponce já a alguns meses.
Em 2010, ela firma contrato de exclusividade com a rede Telemundo, sua primera telenovela é Perro amor. Ainda no mesmo ano ela atua como a personagem antagonista da telenovela "El fantasma de Elena". 

## Telenovelas
- La Fan (2017) - Lucía Hernández / Úrsula Molina Vda. de Blanco
- Eva La Trailera (2016) - Ana María Granados
- Reina De Corazones (2014) - Jacqueline "Jackie" Montoya
- El Secretos De Lucía (2013) - Bonny Cabello
- Relaciones Peligrosas (2012) - Ana Conde
- El Fantasma De Elena (2010-2011) - Corina Santander
- Perro Amor (2010) - Daniela Valdiri
- Pecadora (2010) - Bárbara "Barbie" Rivas
- Torrente (2008) - Ana Julia Briceño Mendizábal de Gabaldón
- Acorralada (2007) - Caramelo Vásquez Martínez
- Mi Vida Eres Tú (2006) - Beatriz "Betty" Esparza
- El Amor No Tiene Precio (2005-2006) - Federica "Kika" Mendéz
- Ángel Rebelde (2004) - María Elena "Marielita" Covarrubias de Anzelmi
- Engañada (2003) - Jennifer Cardenás
- Las González (2002) - Amapola González
- Más Que Amor, Frenesí (2001) - María Fernanda "Mafer" López Fajardo